# Robert Cummings
Charles Clarence Robert Orville Cummings (Joplin, 9 juni 1910 – Los Angeles, 2 december 1990), ook bekend als Bob Cummings, was een Amerikaans film- en televisieacteur.
Cummings trad vooral op in komedies, maar speelde ook enkele rollen in dramafilms, waaronder twee films van Alfred Hitchcock; Saboteur (1942) en Dial M for Murder (1954).

## Biografie

### Jonge jaren
Robert Cummings werd geboren als zoon van Dr. Charles Clarence Cummings en Ruth Annabelle Kraft. Zijn vader was arts, en lid van de originele staf van het St. John's Ziekenhuis in Joplin. Hij was tevens oprichter van het Jasper County Tuberculoseziekenhuis in Webb City, Missouri. Cummings' moeder was dominee van de Science of Mind.
Cummings studeerde aan de Joplin High School. Tijdens zijn middelbareschoolperiode kreeg hij vlieglessen van zijn peetvader Orville Wright. Cummings verdiende hierdoor wat bij door mensen vliegtochtjes aan te bieden voor 5 dollar per persoon.
Na de middelbare school ging Cummings aanvankelijk studeren aan het Drury College in Springfield, Missouri, maar vanwege zijn liefde voor vliegen stopt hij met deze studie en ging luchtvaarttechniek studeren aan het Carnegie Institute of Technology in Pittsburgh, Pennsylvania. Na een jaar moest hij echter ook met deze studie stoppen vanwege financiële problemen; zijn familie had veel geld verloren door de beurskrach van 1929.

### Broadway
Cummings besloot hierna om te gaan studeren aan de American Academy of Dramatic Arts in New York, omdat mannelijke acteurs daar 14 dollar per week betaald kregen.
Cummings studeerde twee jaar aan de academie, alvorens in 1931 in debuut te maken als acteur op Broadway. Aangezien er destijds een grote vraag was naar Britse acteurs, reisde Cummings af naar Engeland om te leren een Engels accent te imiteren. Cummings had onder de artiestennaam Blade Stanhope Conway een korte carrière aan Broadway.
In 1933 trouwde Cummings met zijn tweede vrouw; Vivian Janis. Samen waren ze te zien in de Ziegfeld Follies, met Cummings als tegenspeler van komiek Fanny Brice.

### Filmcarrière
In 1934 verhuisde Cummings naar Hollywood, waar hij ging acteren onder de naam Bruce Hutchens. Hij maakte het jaar erop zijn filmdebuut The Virginia Judge.
Cummings brak in 1939 door als filmacteur met Three Smart Girls Grow Up, waarin hij te zien was naast Deanna Durbin. Hierna volgde nog een groot aantal filmkomedies waaronder The Devil and Miss Jones (1941) met Jean Arthur, en The Bride Wore Boots (1946) met Barbara Stanwyck. Cummings trad ook op in dramafilms, waaronder Kings Row (1942) met Ronald Reagan, Saboteur (1942) met Priscilla Lane en Norman Lloyd, en Dial M for Murder (1954), met Grace Kelly en Ray Milland. Cummings was tevens te zien in You Came Along (1945); naar een scenario van Ayn Rand.
Cummings werd deels vanwege zijn ervaring met vliegtuigen door producer John Wayne gekozen als ster voor de film The High and the Mighty. Regisseur William A. Wellman kon zich echter niet vinden in Wayne’s keuze, en verving Cummings door Robert Stack.

### Vlieginstructeur
In November 1942 ging Cummings bij de United States Army Air Corp. Tijdens de Tweede Wereldoorlog diende hij als vlieginstructeur. Daarmee was hij de eerste gecertificeerde vlieginstructeur in de Verenigde Staten (hij had zijn diploma reeds in 1938 gekregen). Na de oorlog diende Cummings nog een tijdje als piloot in de United States Air Force Reserve.

### Televisiecarrière

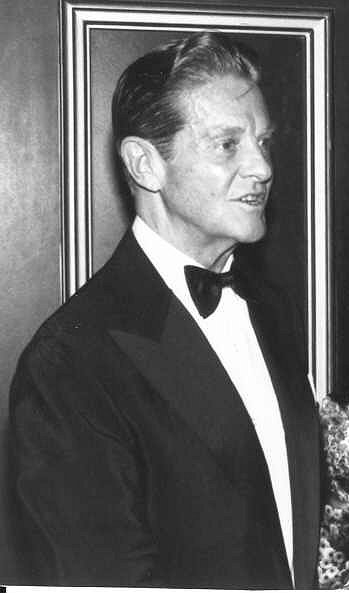
Cummings in 1979

In 1952 begon Cummings aan een carrière op televisie, met een rol in de komedieserie "My Hero". Hij kreeg een Emmy Award voor zijn rol van "Juror Number Eight" in de eerste televisieproductie van Twelve Angry Men.
Van 1955 tot 1959 speelde Cummings in de sitcom The Bob Cummings Show (tijdens herhalingen in latere jaren hernoemd naar Love That Bob). Hierin speelde hij een voormalig piloot uit de Tweede Wereldoorlog genaamd Bob Collins. De sitcom stond bekend om zijn voor die tijd riskante humor. Cummings was ook te zien in het interviewprogramma Here's Hollywood van NBC. Tevens was hij bij de opening van Disneyland op 17 juli 1955.
The Bob Cummings Show werd in 1961 opgevolgd door The New Bob Cummings Show, die echter maar 1 seizoen liep. In 1964 was Cummings nog te zien in My Living Doll. Zijn laatste grote televisieoptreden was de televisiefilm Partners in Crime uit 1973.

### Persoonlijk leven
Cummings trouwde in zijn leven vijf keer, en kreeg met zijn verschillende vrouwen in totaal 7 kinderen.
Cummins was een groot voorstander van een gezond dieet en natuurlijk voedsel. Hij schreef hier zelfs een boek over; Stay Young and Vital (1960).
Cummings' zoon, Tony Cummings, werd bekend als Rick Halloway in de serie Another World.

### Dood
Cummings stierf in 1990 op 80-jarige leeftijd. Hij werd bijgezet in het Grote Mausoleum van het Forest Lawn Cemetery in Glendale.

## Filmografie
| - Seasoned Greetings (1933) (korte film) - Sons of the Desert (1933) [als "Blade Stanhope Conway"; extra] - The Virginia Judge (1933) - So Red the Rose (1935) - Millions in the Air (1935) - Desert Gold (1935) - Forgotten Faces (1936) - Border Flight (1936) - Three Cheers for Love (1936) - Hollywood Boulevard (1936) - The Accusing Finger (1936) - Hideaway Girl (1936) - Arizona Mahoney (1936) - The Last Train from Madrid (1937) - Souls at Sea (1937) - Sophie Lang Goes West (1937) - Wells Fargo (1937) - College Swing (1938) - You and Me (1938) - The Texans (1938) - Touchdown, Army (1938) - I Stand Accused (1938) - Three Smart Girls Grow Up (1939) - The Under-Pup (1939) - Rio (1939) - Everything Happens at Night (1939) - Charlie McCarthy, Detective (1939) - And One Was Beautiful (1940) - Private Affairs (1940) - Spring Parade (1940) - One Night in the Tropics (1940) - Free and Easy (1941) - The Devil and Miss Jones (1941) - Moon Over Miami (1941) | - It Started with Eve (1941) - Kings Row (1942) - Saboteur (1942) - Between Us Girls (1942) - Forever and a Day (1943) - Princess O'Rourke (1943) - Flesh and Fantasy (1943) - You Came Along (1945) - The Bride Wore Boots (1946) - The Chase (1946) - Heaven Only Knows (1947) - The Lost Moment (1947) - Sleep, My Love (1948) - Let's Live a Little (1948) - The Accused (1949) - Reign of Terror (1949) - Tell It to the Judge (1949) - Free for All (1949) - Paid in Full (1950) - The Petty Girl (1950) - For Heaven's Sake (1950) - The Barefoot Mailman (1951) - The First Time (1952) - Marry Me Again (1953) - Lucky Me (1954) - Dial M for Murder (1954) - How to Be Very, Very Popular (1955) - My Geisha (1962) - Beach Party (1963) - The Carpetbaggers (1964) - What a Way to Go! (1964) - Promise Her Anything (1965) - Stagecoach (1966) - Five Golden Dragons (1967) |